# Hôtel de Franquemont

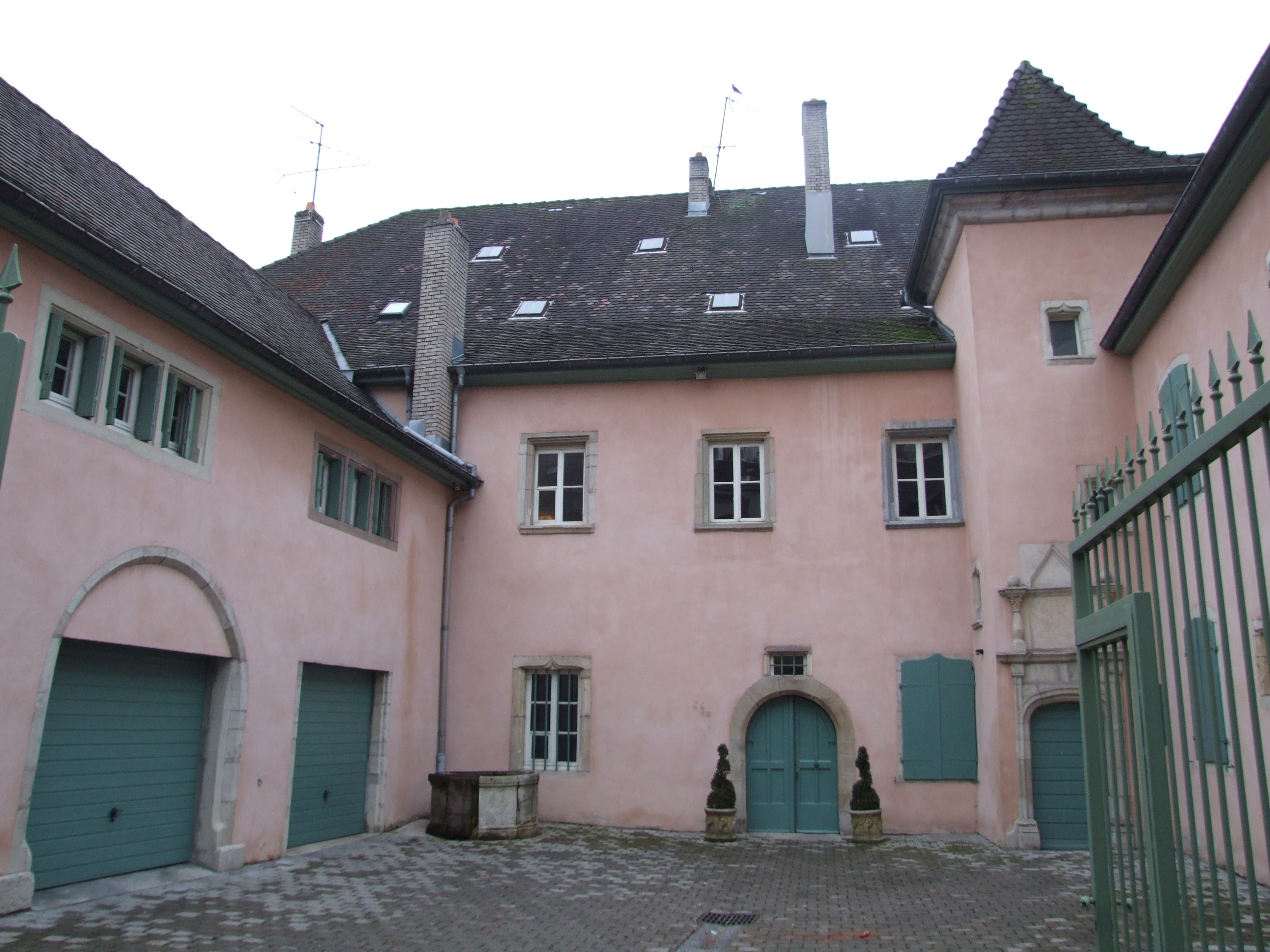
Hôtel de Franquemont in Montbéliard

Das Hôtel de Franquemont in Montbéliard, einer Stadt im Département Doubs in  der französischen Region Bourgogne-Franche-Comté, ist ein Hôtel particulier aus dem 16. Jahrhundert, das sich an der Rue de Belfort Nr. 42 befindet. Das Gebäude ist seit 1989 als Baudenkmal (Monument historique) geschützt.

## Geschichte
Das Hôtel de Franquemont hat seinen Namen von der Familie Franquemont, die im Besitz der Seigneurie de Franquemont war. Seit 1397 besaß sie den Vorgängerbau und ließ 1559 das neue Gebäude errichten. Nach 1580 war der Stadtpalast zeitweilig im Besitz der Familien Gueldrich, von Sponeck, von Forstner und Villars.